# Proyecto Epigenoma Humano
El Proyecto Epigenoma Humano (HEP) es un proyecto científico multinacional, cuyo objetivo declarado en 2007, es "identificar, catalogar e interpretar patrones de metilación del ADN de todo el genoma de todos los genes humanos en todos los tejidos principales".
La convocatoria para un proyecto de este tipo fue ampliamente sugerida y apoyada por científicos investigadores del cáncer de todo el mundo desde 2005.

## Consorcio
El consorcio HEP está formado por las siguientes organizaciones: 
- The Wellcome Trust Sanger Institute - Reino Unido
- Epigenomics AG — Alemania/EE. UU.
- El Centro Nacional de Génotypage — Francia